# Campsas
Campsas är en kommun i departementet Tarn-et-Garonne i regionen Occitanien i södra Frankrike. Kommunen ligger i kantonen Grisolles som tillhör arrondissementet Montauban. År 2022 hade Campsas 1 472 invånare.

## Befolkningsutveckling
Antalet invånare i kommunen Campsas
| Referens: INSEE |

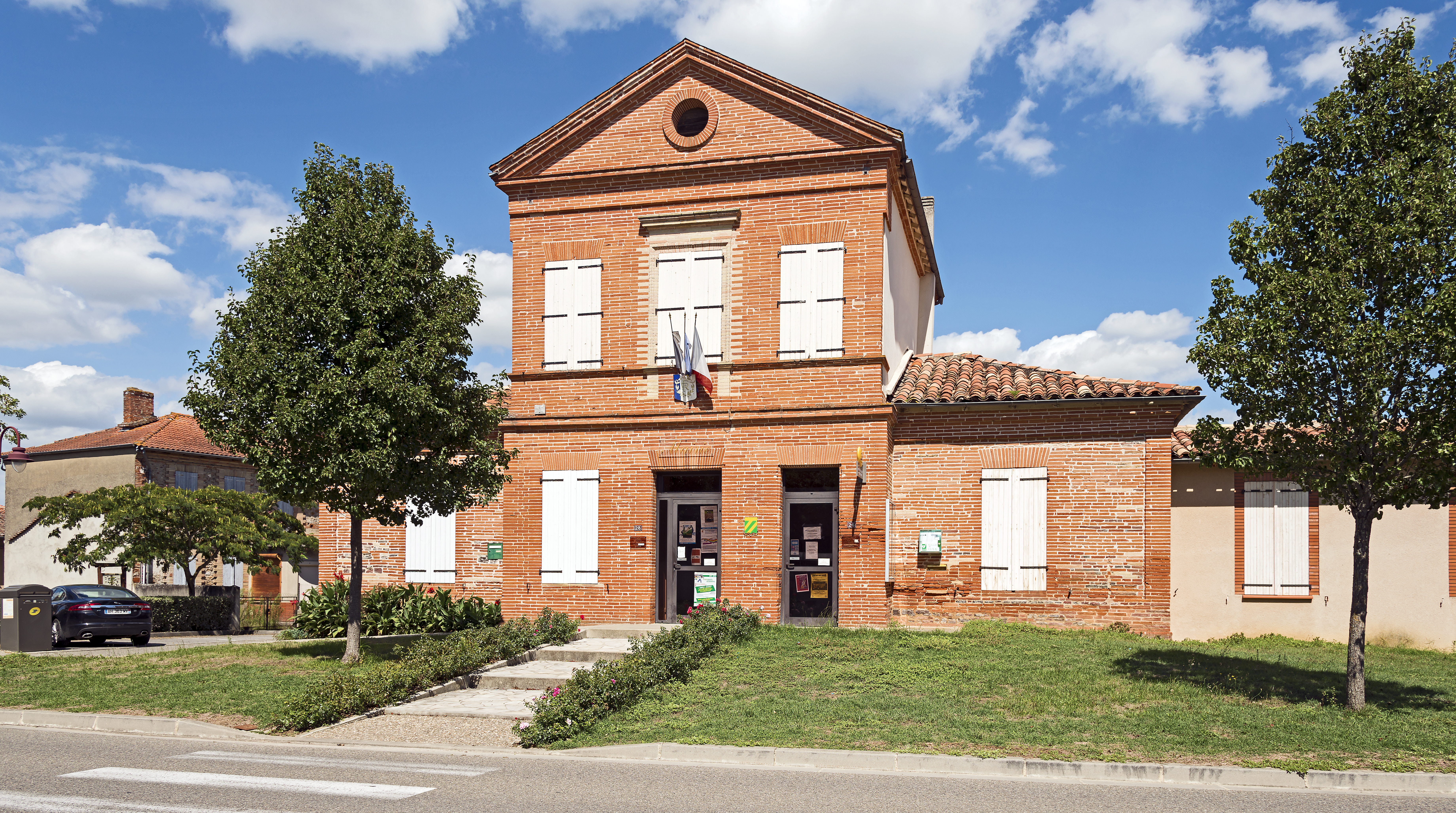
Stadshuset.
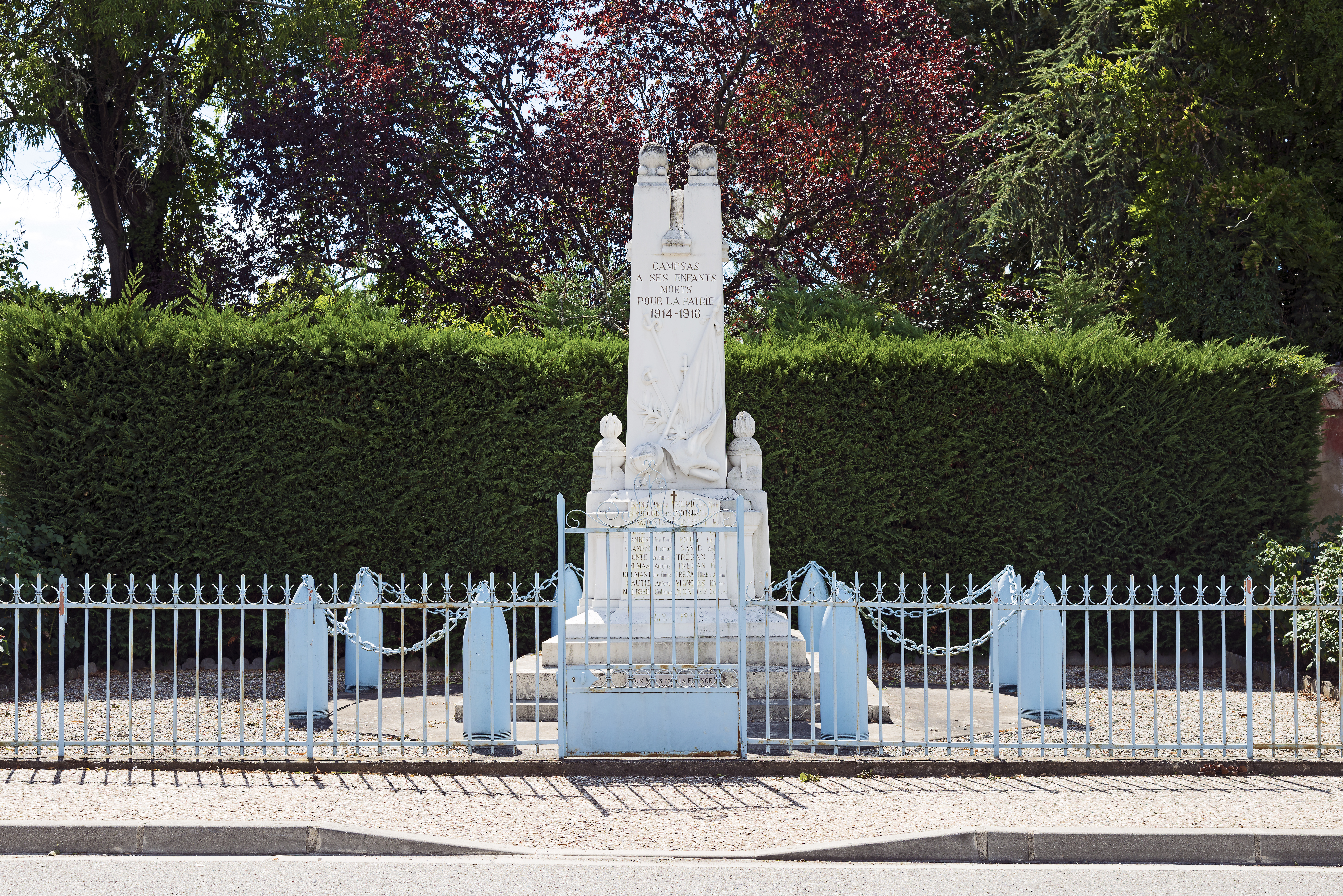
Krigsmonument.